# Lintkabel

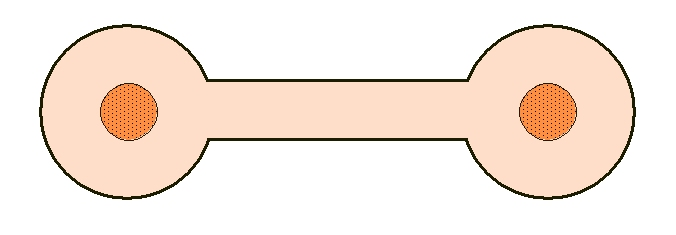
Doorsnede van lintkabel

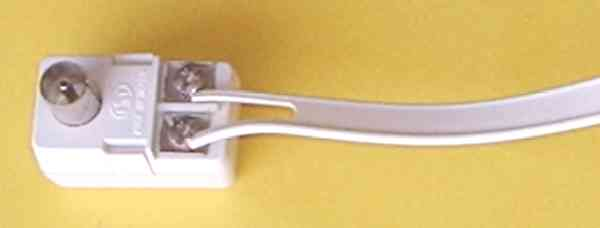
Lintkabel met omvormer ("balun") naar coaxstekker

Lintkabel is een vorm van antennekabel, bestaande uit twee aders die zich in een kunststof isolatie op vaste afstand van elkaar bevinden. De gebruikelijke uitvoering heeft een karakteristieke impedantie van 300, 450 of 600 ohm. 
Lintkabel komt voor in zwarte, witte en (lichtroze) transparante uitvoeringen. Oude radio's hadden vaak alleen een lintantenne-aansluiting, en oude televisies hadden er alleen een voor UHF en een voor VHF. Een tijd lang werden hierop scheidingsfilters aangesloten die een coax-ingang hadden.
Het grote nadeel van lintkabel is de storingsgevoeligheid (bij gebruik zonder symmetrische  impedantietransformator) en de invloed van naburige metalen oppervlakken op de impedantie. Het voordeel is dat dipoolantennes (symmetrische antennes) rechtstreeks kunnen worden aangesloten. Bij gebruik van lintkabel door radiozendamateurs blijken dipoolantennes met lintkabel plus een symmetrische impedantietransformator minder storingsgevoelig voor storing door zonnepaneelinstallaties. Handig is ook dat de kabel door de tussenisolatie heel gemakkelijk tegen houten kozijnen te spijkeren is en dat de kabel meestal wel tussen een gesloten venster en de omlijsting in gevouwen kan worden.
Tegenwoordig worden nagenoeg alle elektrische hoogfrequentverbindingen met coaxkabel gemaakt of vervangen door optische (glasvezel)verbindingen. 
Een uitzondering hierop zijn radiozendamateurs die veel gebruik maken van lintkabel van 300 tot 600 ohm voor het verzenden en ontvangen van signalen op de HF-banden. Het voordeel van lintkabel op deze frequenties ligt vooral in het lage verlies op deze banden t.o.v. coaxkabel en het geschikt zijn van het gebruik bij sterk afwijkende impedanties van de antenne en de lage kosten t.o.v. verliesarme coaxkabel. Meestal spreken zendamateurs over open-feedline, ladderlijn of zelfs kippenladder.